# Kingswood (Stroud)
Kingswood è un paese di 1 290 abitanti del Gloucestershire, in Inghilterra.

## Monumenti e luoghi d'interesse
L'Abbazia di Kingswood (Kingswood Abbey), fondata nel 1139.
La Chiesa della Santa Trinità, iniziata il 9 giugno 1819 e terminata nel 1820.